# Sublogic
Sublogic Corporation (стилізована як subLOGIC) — американська компанія з розробки програмного забезпечення. Вона була створена в 1977 році Брюсом Артвіком і зареєстрована в 1978 році партнером Артвіка Стю Моментом як Sublogic Communications Corporation. Sublogic найбільш відомий як творець серії Flight Simulator, пізніше відомої як Microsoft Flight Simulator, але вона також створила інші відеоігри, такі як Night Mission Pinball, Football і Adventure on a Boat; освітнє програмне забезпечення; і графічна бібліотека Apple II.

## Історія
Sublogic випустила програму моделювання польоту FS1 Flight Simulator для Apple II у 1979 році, а потім більш популярну та широко портовану Flight Simulator II у 1983 році та <i id="mwIg">Jet</i> у 1985 році.
У 1982 році Microsoft Flight Simulator отримала ліцензію на Flight Simulator, а до 2006 року Microsoft випускала основні оновлення Microsoft Flight Simulator приблизно кожні три роки. Перезапуск серії було оголошено у 2019 році під простою назвою Microsoft Flight Simulator, випущений у 2020 році.
Sublogic також виробляє програмне забезпечення, окрім симуляторів польоту, включаючи освітнє програмне забезпечення для дітей,  програмне забезпечення для 3D-графіки для CP/M, бібліотеку анімації A2-3D1 для Apple II, відеокарту X-1 і 3D графічне програмне забезпечення для сумісних з IBM PC і Night Mission Pinball (1982), яке спочатку було для Apple II і перенесено на 8-розрядну сімейство Atari, Commodore 64 і MS-DOS.

### Розв'язка
Брюс Артвік залишив Sublogic у 1988 році, щоб створити BAO Ltd. (Bruce Artwick Organisation), зберігаючи авторські права на Flight Simulator, який вони продовжували розвивати. BAO та авторські права на Flight Simulator були придбані Microsoft у грудні 1995 року.
Після відходу Артвіка Sublogic продовжував працювати під керівництвом Стю Момента, який продюсував Flight Assignment: ATP у 1990 році. Він спеціалізується на моделюванні пасажирських авіалайнерів, використовуючи метод підрахунку балів для визначення продуктивності користувача. Sublogic розпочала новий авіасимулятор, але наприкінці 1995 року була придбана компанією Sierra, яка завершила програму та випустила її як Pro Pilot у 1997 році.
Moment продовжує керувати нинішньою корпорацією Sublogic як компанією, що займається моделюванням, на додачу до того, що він є пілотом авіашоу зі своєю компанією Classic Airshow.
| Рік            | Назва                                                       | Платформа                                                                 |
| -------------- | ----------------------------------------------------------- | ------------------------------------------------------------------------- |
| 1979 рік       | Симулятор польоту FS1                                       | Apple II, TRS-80                                                          |
| 1981 рік       | Навігатор Сатурна                                           | Apple II                                                                  |
| 1982 рік       | Зендар                                                      | Apple II                                                                  |
| 1982 рік       | Космічні вікінги                                            | Apple II                                                                  |
| 1982 рік       | Microsoft Flight Simulator 1.0                              | IBM PC                                                                    |
| 1982 рік       | Нічна місія Пінбол                                          | Apple II, Atari 8-bit, IBM PC, Commodore 64                               |
| 1983 рік       | Flight Simulator II                                         | Apple II, Atari 8-bit, Commodore 64, PC-98, Amiga, Atari-ST, Tandy CoCo 3 |
| 1984 рік       | Microsoft Flight Simulator 2.0                              | IBM PC                                                                    |
| 1985 рік       | Реактивний літак                                            | MS-DOS, Apple II, Amiga, Atari ST, Commodore 64, Mac OS, PC-98            |
| 1985 рік       | Диски з пейзажами: 1-6, набір пейзажів західної частини США | Atari 8-bit, Commodore 64, Apple II, MS-DOS                               |
| 1986 рік       | Чистий Бейсбол                                              | Apple II, Commodore 64, MS-DOS                                            |
| 1986 рік       | футбол                                                      | Commodore 64, MS-DOS                                                      |
| 1986 рік       | Microsoft Flight Simulator                                  | Mac OS                                                                    |
| 1986–1988 роки | Scenery Disks: 7-12, Японія, Західноєвропейський тур        | Apple II, Atari 8-bit, Commodore 64, MS-DOS, Amiga, Atari ST              |
| 1987 рік       | Jet: Версія 2.0                                             | MS-DOS                                                                    |
| 1988 рік       | Стелс місія                                                 | Commodore 64                                                              |
| 1988 рік       | Симулятор польоту з торпедною атакою                        | MSX, ПК-88                                                                |
| 1988 рік       | Microsoft Flight Simulator 3.0                              | MS-DOS                                                                    |
| 1989 рік       | Громоріз                                                    | MS-DOS                                                                    |
| 1989 рік       | Гавайська Одіссея: Пейзажні пригоди                         | Amiga, Atari ST, Commodore 64, MS-DOS                                     |
| 1989 рік       | НЛО                                                         | MS-DOS                                                                    |
| 1990 рік       | Льотне призначення: пілот транспортної авіації              | MS-DOS                                                                    |
| 1991 рік       | Нові засоби пошуку                                          | MS-DOS                                                                    |
| 1993 рік       | Схід США                                                    | MS-DOS                                                                    |
| 1996 рік       | Flight Light Plus                                           | MS-DOS                                                                    |